# مری مارش
مری اِی. مارش (۱۱ فوریه ۱۹۳۰ – ۱۰ ژانویه ۲۰۲۲) سرتیپ بازنشسته نیروی هوایی ایالات متحده بود که به‌عنوان مدیر نیروی انسانی و پرسنل (J-1) در ستاد مشترک نیروهای مسلح خدمت کرد.

## اوایل زندگی
او در سال ۱۹۳۰ در واشینگتن، نیوجرسی زاده شد. در سال ۱۹۵۱ مدرک کارشناسی موسیقی را از دانشگاه ایالتی موری، کنتاکی دریافت کرد و تحصیلات تکمیلی خود را در دانشگاه وسترن کنتاکی ادامه داد.

## حرفه نظامی
او در اوت ۱۹۵۹ از طریق برنامه انتصاب مستقیم دوره مقدماتی افسران در پایگاه نیروی هوایی لک‌لند، تگزاس به درجه ستوان یکم منصوب شد. پس از فارغ‌التحصیلی، در همان‌جا به‌عنوان افسر خدمات پرسنل کمکی باقی ماند. در اوت ۱۹۶۰، او به‌عنوان فرمانده اسکادران نیروی هوایی زنان در پایگاه نیروی هوایی شپرد، تگزاس منصوب شد. از ژوئن ۱۹۶۲ تا ژوئن ۱۹۶۵، او به‌عنوان افسر پرسنل نظامی کمکی و رئیس شاخه کنترل کیفیت در بال پشتیبانی رزمی ۷۰۳۰ام در پایگاه نیروی هوایی رامشتاین، آلمان غربی خدمت کرد.
پس از بازگشت به ایالات متحده، او در پایگاه نیروی هوایی هومستد، فلوریدا، ابتدا به‌عنوان رئیس شاخه کنترل داده‌ها و سپس رئیس شاخه کنترل شغلی در گروه پشتیبانی رزمی ۱۹ام منصوب شد. در ژانویه ۱۹۶۷ به پایگاه نیروی هوایی دیس، تگزاس منتقل شد و به‌عنوان رئیس کنترل کیفیت در گروه پشتیبانی رزمی ۹۶ام و سپس رئیس دفتر پرسنل پایگاه یکپارچه خدمت کرد.
در آوریل ۱۹۶۸، او اولین زن نیروی هوایی بود که به‌عنوان مشاور نیروی هوایی جمهوری ویتنام در سایگون، ویتنام جنوبی منصوب شد. پس از بازگشت از ویتنام در مه ۱۹۶۹، او در آژانس اطلاعات دفاعی، واشینگتن، دی.سی.، به‌عنوان افسر پرسنل خدمت کرد. سپس در مه ۱۹۷۰، به ستاد فرماندهی سامانه‌های نیروی هوایی در پایگاه نیروی هوایی اندروز، مریلند منتقل شد و به‌عنوان رئیس دفتر پرسنل پایگاه یکپارچه و رئیس بخش سوابق فعالیت داشت.
در مه ۱۹۷۱، او مجدداً به پایگاه نیروی هوایی هومستد بازگشت و طی ۴٫۵ سال در سمت‌های رئیس دفتر پرسنل پایگاه یکپارچه، مدیر پرسنل و معاون فرمانده پایگاه خدمت کرد.
پس از فارغ‌التحصیلی از کالج جنگ ملی در ژوئن ۱۹۷۶، او به‌عنوان معاون فرمانده گروه پشتیبانی رزمی ۵۰ام در پایگاه نیروی هوایی هان، آلمان غربی منصوب شد و در ژوئیه ۱۹۷۷، هنگامی که فرماندهی این گروه را بر عهده گرفت، به اولین زن فرمانده یک گروه پشتیبانی رزمی در یک پایگاه عملیاتی جنگنده تاکتیکی تبدیل شد.
او در ژوئن ۱۹۷۸ به ستاد فرماندهی اروپایی ایالات متحده در اشتوتگارت، آلمان غربی منتقل شد و به‌عنوان رئیس بخش برنامه‌های اطلاعاتی منصوب گردید. در سپتامبر ۱۹۸۰، او به هیئت نمایندگی نظامی ایالات متحده در کمیته نظامی بروکسل، بلژیک پیوست و ابتدا به‌عنوان دستیار ویژه نماینده نظامی ایالات متحده و سپس در نوامبر ۱۹۸۱ به‌عنوان رئیس ستاد هیئت نمایندگی ایالات متحده منصوب شد. در سال ۱۹۸۱، او از برنامه اجرایی تاک در کالج دارتموث، هانوفر، نیوهمپشایر، تحت برنامه مدیریت پیشرفته فارغ‌التحصیل شد. در اوت ۱۹۸۲، به‌عنوان مدیر نیروی انسانی و پرسنل، در سازمان ستاد مشترک ارتش، واشینگتن، دی.سی. منصوب شد. در ۱ مه ۱۹۸۳، او به درجه سرتیپی ارتقا یافت. او در ۱ مه ۱۹۸۶ از نیروی هوایی بازنشسته شد.

## زندگی شخصی و درگذشت
مارش با سرهنگ دوم هالبرت جی. مارش (بازنشسته نیروی هوایی ایالات متحده)، که یکی از خلبان تک‌خالهای جنگ جهانی دوم بود و در سال ۲۰۱۵ درگذشت، ازدواج کرده بود. ژنرال مارش عضو سازمان‌های کهنه‌سربازان کهنه‌سربازان معلول آمریکا، لژیون آمریکایی و همچنین عضو مادام‌العمر کهنه ساربازان جنگ خارجی (VFW) بود. پس از بازنشستگی، او سال‌ها در شرتز، تگزاس سکونت داشت.
او پیش از درگذشت، پسرش، داگلاس یوجین گرت را از دست داده بود.
از او نوه‌هایش، بانی جین هاینز، رابرت برادلی گرت و آلیسون فیت گرت، به همراه ۵ نتیجه به یادگار مانده‌اند.
مارش در ۱۰ ژانویه ۲۰۲۲ درگذشت.

## نشان‌ها و افتخارات
نشان‌ها و جوایز او شامل ستاره برنزی، مدال خدمات شایسته دفاعی، مدال خدمات شایسته با خوشه برگ بلوط، مدال تقدیر نیروی هوایی با سه خوشه برگ بلوط، مدال افتخار نیروهای مسلح جمهوری ویتنام (رده اول)، مدال خدمات هوایی جمهوری ویتنام و صلیب شجاعت (ویتنام جنوبی) جمهوری ویتنام با نخل هستند.